# 昌德镇
昌德镇，是中华人民共和国黑龙江省绥化市安达市下辖的一个乡镇级行政单位。

## 行政区划
昌德镇下辖以下地区：
昌德村、永兴村、永福村、立功村、龙德村、建设村和庆新村。